# Roman Jurjewitsch Ljaschenko
Roman Jurjewitsch Ljaschenko (russisch Роман Юрьевич Ляшенко; * 2. Mai 1979 in Murmansk, Russische SFSR; † 6. Juli 2003 in Antalya, Türkei) war ein russischer Eishockeyspieler, der während seiner Karriere unter anderem für die Dallas Stars und New York Rangers in der National Hockey League spielte. 

## Karriere
Roman Ljaschenko begann seine Karriere 1995 bei Torpedo Jaroslawl in der Wysschaja Liga, wo er bis 1999 unter Vertrag stand. Bereits beim NHL Entry Draft 1997 wählten die Dallas Stars ihn in der zweiten Runde an der 52. Stelle aus, für die er 139 NHL-Spiele absolvierte. Von 2002 bis 2003 stand der Russe 17-mal für die New York Rangers auf dem Eis. Daneben wurde er in den Farmteams der American Hockey League eingesetzt. 2003 wurde er tot in seinem Hotel in Antalya aufgefunden, nachdem er Suizid begangen hatte. Er wurde 24 Jahre alt und in Jaroslawl beigesetzt.

### International
Mit der russischen U20-Nationalmannschaft nahm Roman Ljaschenko an den Junioren-Weltmeisterschaften 1997, 1998 und 1999 teil. Daneben absolvierte er neun Spiele bei der Weltmeisterschaft 2002 und sammelte dabei zwei Scorerpunkte.

## Erfolge und Auszeichnungen
- 1997 Bronzemedaille bei der Junioren-Weltmeisterschaft
- 1998 Silbermedaille bei der Junioren-Weltmeisterschaft
- 1999 Goldmedaille bei der U20-Junioren-Weltmeisterschaft
- 2002 Silbermedaille bei der Weltmeisterschaft